# Phymatopus hecta
Espèce
Phymatopus hecta, la Patte-en-masse, est une espèce d'insectes lépidoptères (papillons) de la famille des Hepialidae.

## Systématique
Sous-espèces selon BioLib (18 février 2023) :
- Phymatopus hecta hecticus Bang-Haas
- Phymatopus hecta japonicus Inoue

## Biologie
La Patte-en-masse vit dans les landes et autres lieux où pousse la fougère aigle dont les rhizomes et racines servent de nourriture aux chenilles.